# Veress Lajos
Dálnoki Veress Lajos (eredetileg Veres) (Sepsiszentgyörgy, 1889. október 4. – London, 1976. március 29.), primor, m. kir. honvéd vezérezredes, hadtörténész.

## Élete és pályafutása
Székely főnemesi (primor) családból származott. Apja Veres Gyula ügyvéd volt, anyja neve hutásfalvi Hamar Mária. A Ludovika Akadémián végzett (1910). 1933–35-ben lovashadosztály vezérkari főnöke, 1935–38-ban katonai attasé Bécsben. 1938–40-ben a 15. gyalogdandár parancsnoka, 1940-ben vezérőrnagy és a 2. lovasdandár parancsnoka. 1942-ben az 1. páncéloshadosztály parancsnoka a doni arcvonalon, altábornagy. 1942–44-ben a IX. hadtest parancsnoka, 1944. augusztus 28. – október 15. vezérezredes, a 2. hadsereg parancsnoka.
Az október 15-ei kiugrási kísérlet előtt a Horthy Miklós kormányzó akadályoztatása esetére helyettesévé (homo regius) nevezte ki. Németbarát tisztjei árulása folytán a német hadsereg letartóztatta, és átadta a nyilas hatóságoknak; a hadbíróság 15 évi fegyházra ítélte. 1944. október 16-ától német és nyilas fogságban volt Sopronkőhidán, ahonnan megszökött. 1946-ban nyugdíjazták.
Jobboldali, államellenes összeesküvés koholt vádjával 1947. április 16-án kötél általi halálra ítélték, ítéletét a Népbíróságok Országos Tanácsa életfogytiglani börtönbüntetésre változtatta. 1956-ban szabadult, november 3-án külföldre távozott, Londonban élt. 1958-tól a Magyar Szabadságharcos Világszövetség elnöki tisztségét is betöltötte. Londonban hunyt el, és az Amerikai Egyesült Államokban, Berkeley Springs-ben van eltemetve.

## Kitüntetései viselési sorrendben
- Különös Dicsérő Elismerés Magyar Koronás Nagy Aranyérme hadiszalagon, kardokkal (1944. október 12.)
- Magyar Érdemrend hadiszalagos, kardokkal ékesített középkeresztjéhez a csillag hadidíszítménnyel, kardokkal (1942. november 17.)
- Magyar Érdemrend középkeresztje hadiszalagon, kardokkal (1941.június 18.)
- Magyar Érdemrend középkeresztjéhez a csillag (1943. december 4.)
- Magyar Érdemrend középkeresztje (1938), Katonai Érdemkereszt Ill. osztálya hadidíszítménnyel, kardokkal (két ízben)
- Ezüst Katonai Érdemérem hadiszalagon, kardokkal, Bronz Katonai Érdemérem hadiszalagon, kardokkal
- Kormányzói Dicsérő Elismerés Magyar Koronás Bronzérme (1930. március 1.)
- Károly-csapatkereszt
- Sebesültek Érme, szalagján három sávval
- Magyar Háborús Emlékérem kardokkal és sisakkal
- Tiszti Katonai Szolgálati Jel II. osztálya
- Erdélyi Emlékérem
- 1912/13-as Emlékkereszt
- Finn Oroszlán Rend 1. osztályú parancsnoki keresztje kardokkal (1944. szeptember 6.)
- Osztrák Érdemrend parancsnoki keresztje (1937)
- Német Vaskereszt 1. osztálya (1943. február 17.)
- Német Vaskereszt II. osztálya (1942. november 3.)
- Osztrák Háborús Emlékérem kardokkal

## Műve
- Magyarország honvédelme a 2. világháború előtt és alatt. 1920–1945, I-III.; Danubia Druck., München, 1972